# Cosmic Vision

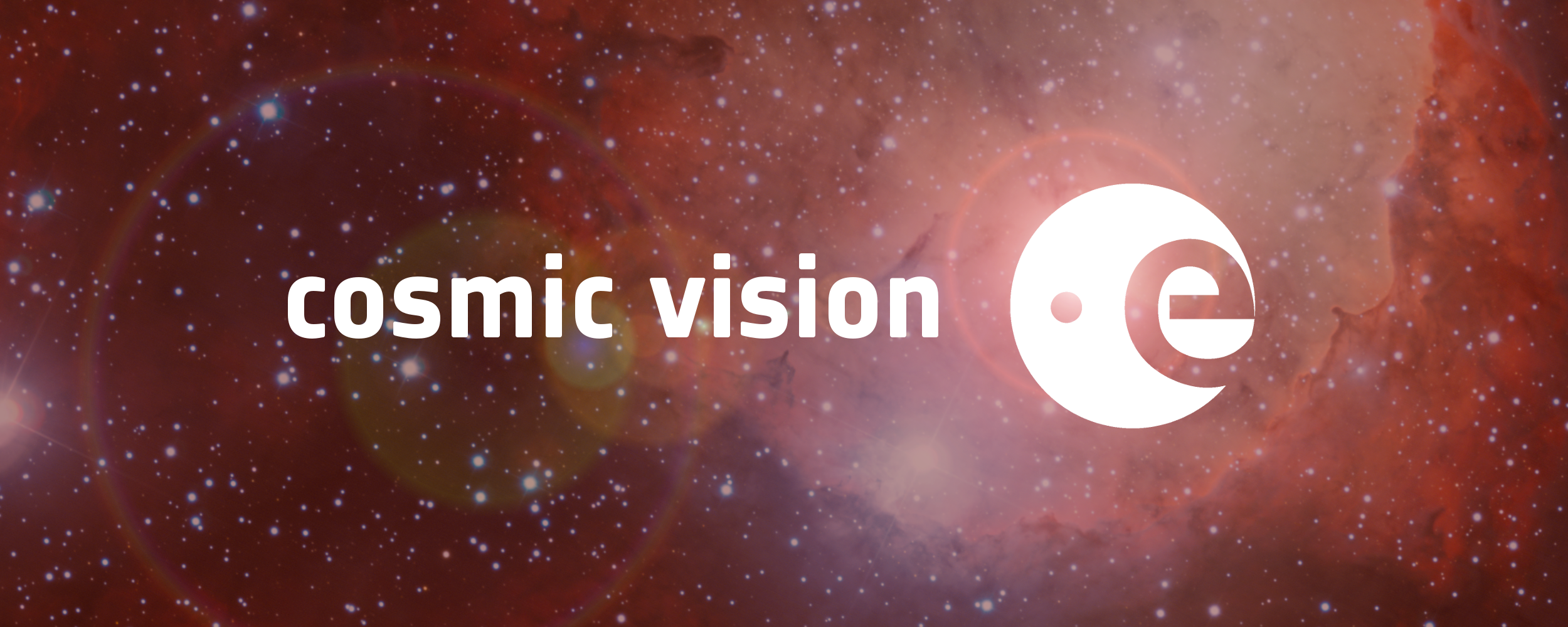
Logotip.

El programa Cosmic Vision és el nom parafrasejat donat al full de ruta per les missions espacials científiques de l'Agència Espacial Europea (ESA) en el període entre el 2015 i el 2025. Actualment hi ha tres missions seleccionades pel programa, el Solar Orbiter, l'Euclid, i el JUICE.
La pluja d'idees i conceptes inicial va començar en el 2004 amb un taller posterior celebrat a París per definir amb més detall els temes de la visió en els epígrafs més amplis de l'astronomia i astrofísica, l'exploració del sistema solar i la física fonamental.
A principis del 2006, la formulació d'un pla basat en 10 anys va fer sorgir 4 qüestions clau:
- Quines són les condicions per a la formació de planetes i el sorgiment de la vida?
- Com funciona el sistema solar?
- Quines són les lleis físiques fonamentals de l'Univers?
- Com es va originar l'Univers i de què està fet?

El març de 2007, va ser llançat formalment un concurs d'idees de missions, que va transformar en 19 propostes d'astrofísica, 12 de física fonamental i 19 missions del sistema solar.
El març de 2012, l'ESA va anunciar que va començar a treballar en una sèrie de petites missions científiques. El primer guanyador de "Tipus S" rebria 50 milions d'euros i seria preparat per al seu llançament en el 2017.